# Wilhelm Pluta (cichociemny)
Wilhelm Jerzy Pluta vel Jerzy Misiak vel Roman Grabowski, pseud.: Pion, Lupa, Jorg (ur. 5 lutego 1913 w Szopienicach, zm. 15 lutego 1986 w Rudzie Śląskiej) – porucznik artylerii Polskich Sił Zbrojnych na Zachodzie i Armii Krajowej, cichociemny.

## Życiorys
Po ukończeniu gimnazjum w Mikołowie i uzyskaniu tamże matury w 1931 roku kontynuował naukę na Politechnice Lwowskiej, gdzie uzyskał tytuł inżyniera miernika w 1939 roku.
We wrześniu 1939 roku nie został zmobilizowany. 31 października przekroczył granicę polsko-węgierską. Był internowany na Węgrzech. W grudniu dotarł do Francji, gdzie został skierowany na kurs Szkoły Podchorążych Artylerii w Camp de Coëtquidan, a następnie skierowany do 1 Wileńskiego pułku artylerii lekkiej 1 Dywizji Grenadierów.
W czerwcu 1940 roku został ewakuowany do Wielkiej Brytanii, gdzie został przydzielony do 1 baterii 1 Pomorskiego pułku artylerii ciężkiej. 
Zgłosił się do służby w kraju. Przeszkolony w zakresie dywersji, wywiadu, legalizacji i fałszowania dokumentów (polska szkoła wywiadu pod kamuflażem Oficerskiego Kursu Doskonalącego Administracji Wojskowej). Zaprzysiężony 26 października 1942 roku w Oddziale VI Sztabu Naczelnego Wodza. Zrzutu dokonano w nocy z 19 na 20 marca 1943 roku w ramach operacji Beam dowodzonej przez por. naw. Józefa Polkowskiego (zrzut na placówkę odbiorczą „Mewa” 12 km na południowy zachód od Opoczna, w rejonie wsi Dąbrówka). Przy lądowaniu był kontuzjowany.
Po aklimatyzacji, w czerwcu dostał przydział do Wydziału Legalizacji (Centralnego Biura Legalizacji) Oddziału I Organizacyjnego sztabu Komendy Głównej AK początkowo do nadzoru nad komórką wystawiania dokumentów podróży („komórka zachodnia”, późniejsza „komórka ruchu”), następnie jako kierownik komórki.
29 lipca 1944 roku został skierowany do Kedywu Okręgu Śląsk AK na stanowisko inspektora dywersji, a następnie oficera dywersji Inspektoratu Rybnik AK. Zajmował się głównie szkoleniem lokalnych grup dywersyjnych, brał udział z nimi w wielu akcjach w okolicach Rybnika, Skoczowa, Wodzisławia i Żor.
Ukrywał się przed nową władzą do 1946 roku. Ujawnił się i podjął pracę w Polskim Radiu Katowice, a od 1949 roku w Kopalni „Pokój” w Rudzie Śląskiej, początkowo na stanowisku miernika, a ostatnio jako asystent Naczelnego Inżyniera. W 1970 roku przeszedł na rentę.
Działał społecznie w NOT i ZBoWiD.

## Awanse
- podporucznik – 1 grudnia 1942 roku
- porucznik – 20 marca 1943 roku.

## Odznaczenia
- Krzyż Srebrny Orderu Virtuti Militari.

## Życie rodzinne
Był synem Jana, górnika, i Katarzyny z domu Sander. Ożenił się z Joanną Wons (1913–1976), z którą miał syna Piotra (ur. w 1952 roku).
Po śmierci został pochowany w dzielnicy Nowy Bytom.